# Iwan Rżyczewski
Iwan Rżyczewski, Iwan Rzyszewski, Jan Hieronim Rzyszewski ros. Иван Ржичевский, Ржичевский Ян-Иероним, Иоганн (Ян) Ржичевский (ur. 1703, zm. ?) – dyplomata rosyjski.
Z pochodzenia jest to polski szlachcic. M.in. pełnił funkcję sekretarza poselstwa Rosji w Warszawie (1948-1955), ministra-rezydenta w Gdańsku (1761-1762), następnie p.o. rezydenta w Warszawie (1762-).